# Vladimír Karfík (literární kritik)
Vladimír Karfík (* 1. října 1931, České Budějovice) je český literární kritik, literární historik a novinář. V literární vědě ho lze řadit ke strukturalismu. Zvláštní pozornost věnoval dílu Jiřího Koláře.

## Život
Studoval gymnázium v rodných Českých Budějovicích, ale maturitu složil v Mostě, roku 1950. Poté vystudoval bohemistiku a srbochorvatštinu na Filozofické fakultě Univerzity Karlovy v Praze. Absolvoval roku 1955, v roce 1969 tamtéž získal doktorát (PhDr), když obhájil dizertační práci K interpretaci poválečné poezie. V letech 1954–1957 učil na Ústřední škole ROH, v letech 1957–1961 pracoval v Novinářském studijním ústavu, v letech 1961–1973 vědecky pracoval v Ústavu pro českou literaturu Akademie věd. V letech 1965–1969 vedl v Literárních novinách (jejichž název se v té době dvakrát změnil) rubriku literární a umělecké kritiky. Roku 1973 byl v rámci tzv. normalizace vyhozen z Ústavu a až do roku 1989 pracoval v různých dělnických profesích. Publikoval v té době v samizdatu (Kritický sborník, Obsah). Jako postava (Richard Slavík) se objevuje v románu Český snář Ludvíka Vaculíka. V letech 1990–1999 byl šéfredaktorem Literárních novin. Roku 2025 byl předsedou poroty českého PEN klubu.

## Rodina
Architekt Vladimír Karfík byl jeho vzdálený strýc. Jeho manželka Věra Karfíková byla také literární historička. Syn Jakub Karfík se stal arabistou a diplomatem, druhý syn Filip Karfík filozofem a překladatelem.

## Dílo
Své kritiky, studie a jiné literárněvědné texty shrnul do souborů Literatura je čitelná (2002) a Co a jak (2019). Jiřímu Kolářovi věnoval samostatnou monografii (1994), v níž mimo jiné rozebral Kolářovu pozici v kontextu Skupiny 42 a také souvislost jeho díla s poetikou Bohumila Hrabala. Jako editor se podílel i na vydávání Kolářových spisů. Napsal též knihu fejetonů Dědova mísa (2016), které publikoval původně zejména v Divadelních novinách. Vydal též paměti nazvané Docela malé curriculum (2019), založené na rozhlasovém vzpomínání na stanici Vltava.

## Inspirace
Karfík se přátelil se Zdeňkem Svěrákem a Ladislavem Smoljakem. Jeho vyprávění o jednom hromadném stěhování je údajně inspirovalo k námětu jejich komedie Kulový blesk. Vypůjčili si také jeho příjmení pro postavu vedoucího autoservisu v komedii Jáchyme, hoď ho do stroje!